# 光岡・ガリューコンバーチブル
ガリューコンバーチブル (Galue Convertible) は、光岡自動車がフォード・マスタングをベースに改造して販売していたクラシック風オープンカー（パイクカー）である。

## 概要
4ドアセダンであるガリューの2ドアオープンカータイプとして登場した。外装デザインはガリューと共通のイメージを持たせているが、ベースとなるのは5代目フォード・マスタングのコンバーチブルモデルで、日産・フーガ/ティアナがベースのガリューとは全くの別物である。
エンジンは4.0 L V型6気筒SOHCもしくは4.6 L V型8気筒SOHCを搭載し、トランスミッションは5速ATのみである。
ベース車両は北米仕様の左ハンドル車で、スピードメーターがマイル表記主体となる自社輸入の並行輸入車であり、キロメートル表記のフォード・ジャパン扱いの正規輸入車ではない（但し、マスタングは並行車・ディーラー車とも型式は不明）。
2012年9月に認定中古車扱いになった。

## 歴史
- 2007年4月12日 発表。
- 2007年4月13日 発売開始。
- 2012年9月 認定中古車扱いに変更。